# 捷克克鲁姆洛夫市政厅
捷克克鲁姆洛夫市政厅（捷克語：Českokrumlovská radnice）是捷克克鲁姆洛夫的一座历史建筑，位于集市广场（Náměstí Svornosti）1号（北侧），其立面在1598年形成目前的面貌，由几栋哥特式的房屋组合而成，增加了文艺复兴风格的阁楼。自1597年起，该建筑一直作为市政厅使用。目前还是警察局和酷刑博物馆的所在地。现已獲捷克政府列为文化古迹加以保护。

## 历史
1300年左右，罗森博格领主从罗森博格城堡迁至克鲁姆洛夫，规划了城市布局。中世纪的市政厅是两座独立的联排住宅。1597年，市议会从奥地利富商Andreas Teufel手中买下毗邻的建筑，以便将其与旧市政厅一起改造成一座大型的新市政厅。